# Richard Ernest Kronauer
Richard Ernest Kronauer (1925 - 18 de outubro de 2019) foi um físico estadunidense, Gordon Mckay Professor de engenharia mecânica, emérito, da Universidade Harvard.
Obteve um doutorado em 1951 na Universidade Harvard, orientado por Howard Wilson Emmons, com a tese Secondary Flows in Fluid Dynamics.
Embora experiente com pesquisas em mecânica dos fluidos e matemática aplicada, é conhecido principalmente por seu trabalho pioneiro em biologia matemática, especialmente pesquisas sobre o ritmo circadiano humano. Seu artigo de 1982, "Mathematical model of the human circadian system with two interacting oscillators", delineou um novo método para entender os circuitos biológicos subjacentes aos ciclos corporais diários em variáveis como a pressão sanguínea ou a temperatura corporal. A pesquisa do professor Kronauer também tem implicações diretas para as causas e possíveis curas para muitos tipos de distúrbios do sono, e por isso ele recebeu o Prêmio Farrell em medicina do sono em junho de 2008.

## Publicações selecionadas
- RE Kronauer. "Secondary Flows in Fluid Dynamics," Harvard University Dissertation, 1951.
- TA McMahon and RE Kronauer. "Tree structures: deducing the principle of mechanical design," J Theor Biol 59: 443-466, 1976.
- RE Kronauer, CA Czeisler, SF Pilato, MC Moore-Ede and ED Weitzman. "Mathematical model of the human circadian system with two interacting oscillators," Am J Physiol 242:R3-R17, 1982.
- CA Czeisler, JS Allan, SH Strogatz, JM Ronda, R Sanchez, CD Rios, WO Freitag, GS Richardson, and RE Kronauer. "Bright light resets the human circadian pacemaker independent of the timing of the sleep-wake cycle," Science 233(4764):667-671, August 1986.
- MC Khoo, RE Kronauer, KP Strohl and AS Slutsky. "Factors inducing periodic breathing in humans: a general model," J App Physiology 53(3):644-659, 1986.
- CA Czeisler, RE Kronauer, JS Allan, JF Duffy, ME Jewett, EN Brown, and JM Ronda. "Bright light induction of strong (type 0) resetting of the human circadian pacemaker," Science 244(4910):1328-1333, 1989.
- DB Boivin, JF Duffy, RE Kronauer, and CA Czeisler. "Dose-response relationships for resetting of human circadian clock by light," Nature 379:540-542 (February 1996).
- CA Czeisler, JF Duffy, TL Shanahan, EN Brown, JF Mitchell, DW Rimmer, JM Ronda, EJ Silva, JS Allan, JS Emens, DJ Dijk, and RE Kronauer. "Stability, Precision, and Near-24-Hour Period of the Human Circadian Pacemaker," Science 284(5423):2177-2181, 1999.